# Associazione Calcio Riunite Messina 1962-1963
Questa voce raccoglie le informazioni riguardanti la Associazione Calcio Riunite Messina nelle competizioni ufficiali della stagione 1962-1963.

## Stagione
Nella stagione 1962-1963 il Messina ha vinto per la prima volta nella sua storia il campionato di Serie B, ottenendo il passaporto per la prima avventura in Serie A. Al termine delle 38 partite del torneo cadetto il Messina risultò essere al primo posto con 50 punti, con due lunghezze di vantaggio sulla seconde classificate il Bari e la Lazio, anche loro promosse. Scendono in Serie C il Como con 31 punti, la Sambenedettese con 30 punti e la Lucchese con 21 punti. Al termine della stagione l'unico campo imbattuto del torneo è il Giovanni Celeste, dove la squadra peloritana ha costruito il miracolo e ottenuto 15 vittorie e 4 pareggi. Il miglior marcatore stagionale giallorosso è stata l'ala Giuseppe Calzolari con 12 marcature, mentre con 11 reti da segnalare Giampiero Calloni. In Coppa Italia il Messina uscì agli ottavi di finale, dopo aver eliminato (2-1) il Napoli al primo turno, è stato sconfitto ed estromesso dal torneo al secondo turno dal Bari per (2-0).

## Rosa
| N. |                   | Ruolo | Calciatore           |
| -- | ----------------- | ----- | -------------------- |
|    | Italia (bandiera) | P     | Ademaro Breviglieri  |
|    | Italia (bandiera) | P     | Mario Rossi          |
|    | Italia (bandiera) | P     | Michelangelo Sulfaro |
|    | Italia (bandiera) | D     | Vittorio Bassani     |
|    | Italia (bandiera) | D     | Renato Cardillo      |
|    | Italia (bandiera) | D     | Piero Dotti          |
|    | Italia (bandiera) | D     | Antonio Ghelfi       |
|    | Italia (bandiera) | D     | Filippo Regni        |
|    | Italia (bandiera) | D     | Michele Sframeli     |
|    | Italia (bandiera) | D     | Angelo Stucchi       |
|    | Italia (bandiera) | C     | Giulio Bongiovanni   |
|    | Italia (bandiera) | C     | Pilade Canuti        |

| N. |                   | Ruolo | Calciatore          |
| -- | ----------------- | ----- | ------------------- |
|    | Italia (bandiera) | C     | Italo Del Negro     |
|    | Italia (bandiera) | C     | Eugenio Fascetti    |
|    | Italia (bandiera) | C     | Franco Landri       |
|    | Italia (bandiera) | C     | Franco Radaelli     |
|    | Italia (bandiera) | C     | Giampietro Salomoni |
|    | Italia (bandiera) | A     | Bruno Benetti (I)   |
|    | Italia (bandiera) | A     | Eugenio Brambilla   |
|    | Italia (bandiera) | A     | Giampiero Calloni   |
|    | Italia (bandiera) | A     | Giuseppe Calzolari  |
|    | Italia (bandiera) | A     | Romano Giacomucci   |
|    | Italia (bandiera) | A     | Lucio Mujesan       |

## Risultati

### Serie B

#### Girone di andata
| Arbitro: | Carminati (Milano) |

|             |           |                    |
| Ronconi 13’ | Marcatori | 87’ (rig.) Calloni |

| Arbitro: | Rancher (Roma) |

|                                       |           |                              |
| Radaelli 9’ Calloni 38’ Calzolari 71’ | Marcatori | 19’ Mantellato 54’ Selmosson |

| Arbitro: | Ferrari (Milano) |

|                            |           |           |
| Fascetti 24’ Calzolari 51’ | Marcatori | 5’ Vitali |

| Arbitro: | Angelini (Firenze) |

|                       |           |  |
| Crespi 33’ Muzzio 35’ | Marcatori |  |

| Verona 13 ottobre 1962 5ª giornata | Verona         | 0 – 0 | Messina | Stadio Marcantonio Bentegodi\| Arbitro: \| Monti (Ancona) \| |
| Arbitro:                           | Monti (Ancona) |       |         |                                                              |

| Arbitro: | Bernardis (Trieste) |

|                    |           |  |
| Calzolari 56’, 87’ | Marcatori |  |

| Arbitro: | Acernese (Roma) |

|                      |           |  |
| Stefanini 26’ (aut.) | Marcatori |  |

| Arbitro: | Varazzani (Parma) |

|             |           |                  |
| Taccola 37’ | Marcatori | 31’, 47’ Calloni |

| Arbitro: | Righi (Milano) |

|             |           |             |
| Bonfada 74’ | Marcatori | 35’ Calloni |

| Arbitro: | Carminati (Milano) |

|                  |           |           |
| Calloni 17’, 70’ | Marcatori | 61’ Kolbl |

| Arbitro: | Cadel (Mestre) |

|                                  |           |  |
| Calzolari 34’, 57’ Brambilla 53’ | Marcatori |  |

| Arbitro: | Jonni (Macerata) |

|                                   |           |                            |
| Zurlini 66’ Uzzecchini 81’ (rig.) | Marcatori | 13’ Fascetti 56’ Calzolari |

| Arbitro: | Righetti (Torino) |

|            |           |              |
| Pagani 73’ | Marcatori | 4’ Calzolari |

| Arbitro: | Gambarotta (Genova) |

|                                             |           |             |
| Fascetti 52’ Calloni 60’, 76’ Brambilla 85’ | Marcatori | 81’ Rozzoni |

| Arbitro: | Bernardis (Trieste) |

|                                               |           |             |
| Fascetti 28’ Calloni 32’ (rig.) Calzolari 38’ | Marcatori | 23’ Morelli |

| Arbitro: | D'Agostini (Roma) |

|              |           |               |
| Zavaglio 51’ | Marcatori | 36’ Calzolari |

| Arbitro: | Politano (Cuneo) |

|             |           |  |
| Calloni 32’ | Marcatori |  |

| Cosenza 20 gennaio 1963 18ª giornata | Cosenza               | 0 – 0 | Messina | Stadio Città di Cosenza\| Arbitro: \| De Marchi (Pordenone) \| |
| Arbitro:                             | De Marchi (Pordenone) |       |         |                                                                |

| Arbitro: | Varazzani (Parma) |

|             |           |              |
| Gambino 45’ | Marcatori | 65’ Radaelli |

#### Girone di ritorno
| Arbitro: | Rancher (Roma) |

|               |           |  |
| Brambilla 43’ | Marcatori |  |

| Arbitro: | De Robbio (Torre Annunziata) |

|  |           |               |
|  | Marcatori | 31’ Brambilla |

| Arbitro: | Grignani (Milano) |

|              |           |  |
| Santelli 82’ | Marcatori |  |

| Arbitro: | Politano (Cuneo) |

|                                      |           |  |
| Brambilla 16’, 77’ Muzzio 62’ (aut.) | Marcatori |  |

| Messina 3 marzo 1963 24ª giornata | Messina           | 0 – 0 | Verona | Stadio Giovanni Celeste\| Arbitro: \| Varazzani (Parma) \| |
| Arbitro:                          | Varazzani (Parma) |       |        |                                                            |

| Arbitro: | Angonese (Mestre) |

|  |           |                                      |
|  | Marcatori | 43’, 47’ Calzolari 83’ (aut.) Sacchi |

| Arbitro: | De Robbio (Torre Annunziata) |

|              |           |  |
| Ferrario 54’ | Marcatori |  |

| Arbitro: | Cataldo (Reggio Calabria) |

|                      |           |  |
| Calzolari 33’ (rig.) | Marcatori |  |

| Arbitro: | Cadel (Mestre) |

|              |           |  |
| Radaelli 70’ | Marcatori |  |

| Arbitro: | Babini (Ravenna) |

|              |           |               |
| Barbolini 9’ | Marcatori | 51’ Calzolari |

| Arbitro: | Samani (Trieste) |

|                       |           |             |
| Sestili 14’ Merlo 71’ | Marcatori | 90’ Mujesan |

| Messina 28 aprile 1963 31ª giornata | Messina                      | 0 – 0 | Parma | Stadio Giovanni Celeste\| Arbitro: \| De Robbio (Torre Annunziata) \| |
| Arbitro:                            | De Robbio (Torre Annunziata) |       |       |                                                                       |

| Arbitro: | Angonese (Mestre) |

|                              |           |  |
| Vasini 12’ (aut.) Canuti 20’ | Marcatori |  |

| Arbitro: | Grignani (Milano) |

|                                                                  |           |               |
| Bernasconi 5’ Seghedoni 11’ Morrone 38’ Moschino 65’ Landoni 88’ | Marcatori | 73’ Brambilla |

| Arbitro: | Sbardella (Roma) |

|                             |           |  |
| Morelli 31’ Francesconi 81’ | Marcatori |  |

| Arbitro: | Righetti (Torino) |

|                  |           |  |
| Mujesan 11’, 38’ | Marcatori |  |

| Bari 2 giugno 1963 36ª giornata | Bari              | 0 – 0 | Messina | Stadio della Vittoria\| Arbitro: \| Marchese (Napoli) \| |
| Arbitro:                        | Marchese (Napoli) |       |         |                                                          |

| Arbitro: | Gambarotta (Genova) |

|              |           |                    |
| Radaelli 70’ | Marcatori | 78’ (aut.) Fontana |

| Arbitro: | Cataldo (Reggio Calabria) |

|                                |           |                          |
| Gabino 1’ (aut.) Brambilla 39’ | Marcatori | 50’ Oltramari 69’ Nocera |

### Coppa Italia
| Arbitro: | Angelini (Firenze) |

|                          |           |          |
| Brambilla 15’ Canuti 38’ | Marcatori | 72’ Rosa |

| Arbitro: | Rancher (Roma) |

|                            |           |  |
| Bonacchi 17’ Sacchella 69’ | Marcatori |  |

## Statistiche

### Statistiche di squadra
| Competizione | Punti | In casa | In casa | In casa | In casa | In casa | In casa | In trasferta | In trasferta | In trasferta | In trasferta | In trasferta | In trasferta | Totale | Totale | Totale | Totale | Totale | Totale | DR  |
| Competizione | Punti | G       | V       | N       | P       | Gf      | Gs      | G            | V            | N            | P            | Gf           | Gs           | G      | V      | N      | P      | Gf     | Gs     | DR  |
| ------------ | ----- | ------- | ------- | ------- | ------- | ------- | ------- | ------------ | ------------ | ------------ | ------------ | ------------ | ------------ | ------ | ------ | ------ | ------ | ------ | ------ | --- |
| Serie B      | 50    | 19      | 15      | 4       | 0       | 34      | 9       | 19           | 3            | 10           | 6            | 16           | 22           | 38     | 18     | 14     | 6      | 50     | 31     | +19 |
| Coppa Italia |       | 1       | 1       | 0       | 0       | 2       | 1       | 1            | 0            | 0            | 1            | 0            | 2            | 2      | 1      | 0      | 1      | 2      | 3      | -1  |
| Totale       |       | 20      | 16      | 4       | 0       | 36      | 10      | 20           | 3            | 10           | 7            | 16           | 24           | 40     | 19     | 14     | 7      | 52     | 34     | +18 |

### Statistiche dei giocatori
| Giocatore      | Serie B  | Serie B | Coppa Italia | Coppa Italia | Totale   | Totale |
| Giocatore      | Presenze | Reti    | Presenze     | Reti         | Presenze | Reti   |
| -------------- | -------- | ------- | ------------ | ------------ | -------- | ------ |
| V. Bassani     | -        | -       | 1            | 0            | 1        | 0      |
| B. Benetti     | 3        | 0       | 1            | 0            | 4        | 0      |
| G. Bongiovanni | -        | -       | 2            | 0            | 2        | 0      |
| E. Brambilla   | 37       | 8       | 1            | 1            | 38       | 9      |
| A. Breviglieri | 3        | -1      | 2            | -3           | 5        | -4     |
| G. Calloni     | 29       | 11      | 1            | 0            | 30       | 11     |
| G. Calzolari   | 32       | 14      | 1            | 0            | 33       | 14     |
| P. Canuti      | 37       | 1       | 1            | 1            | 38       | 2      |
| R. Cardillo    | 2        | 0       | 2            | 0            | 4        | 0      |
| I. Del Negro   | 6        | 0       | 1            | 0            | 7        | 0      |
| P. Dotti       | 36       | 0       | -            | -            | 36       | 0      |
| E. Fascetti    | 33       | 4       | 1            | 0            | 34       | 4      |
| A. Ghelfi      | 37       | 0       | -            | -            | 37       | 0      |
| R. Giacomucci  | 4        | 0       | 1            | 0            | 5        | 0      |
| F. Landri      | 38       | 0       | 1            | 0            | 39       | 0      |
| L. Mujesan     | 12       | 3       | 1            | 0            | 13       | 3      |
| F. Radaelli    | 33       | 3       | 2            | 0            | 35       | 3      |
| F. Regni       | 4        | 0       | 1            | 0            | 5        | 0      |
| M. Rossi       | 35       | -30     | -            | -            | 35       | -30    |
| G. Salomoni    | -        | -       | 1            | 0            | 1        | 0      |
| M. Sframeli    | -        | -       | 2            | 0            | 2        | 0      |
| A. Stucchi     | 37       | 0       | -            | -            | 37       | 0      |